# Helina guica
Helina guica är en tvåvingeart som beskrevs av Qian 2006. Helina guica ingår i släktet Helina och familjen husflugor. Inga underarter finns listade i Catalogue of Life.